# Semín
Semín är en ort i Tjeckien.   Den ligger i regionen Pardubice, i den centrala delen av landet, 80 km öster om huvudstaden Prag. Semín ligger 211 meter över havet och antalet invånare är 533.
Terrängen runt Semín är platt.Runt Semín är det ganska tätbefolkat, med 96 invånare per kvadratkilometer. Närmaste större samhälle är Pardubice, 18,4 km öster om Semín. I omgivningarna runt Semín växer i huvudsak blandskog.